# Співаючі фонтани

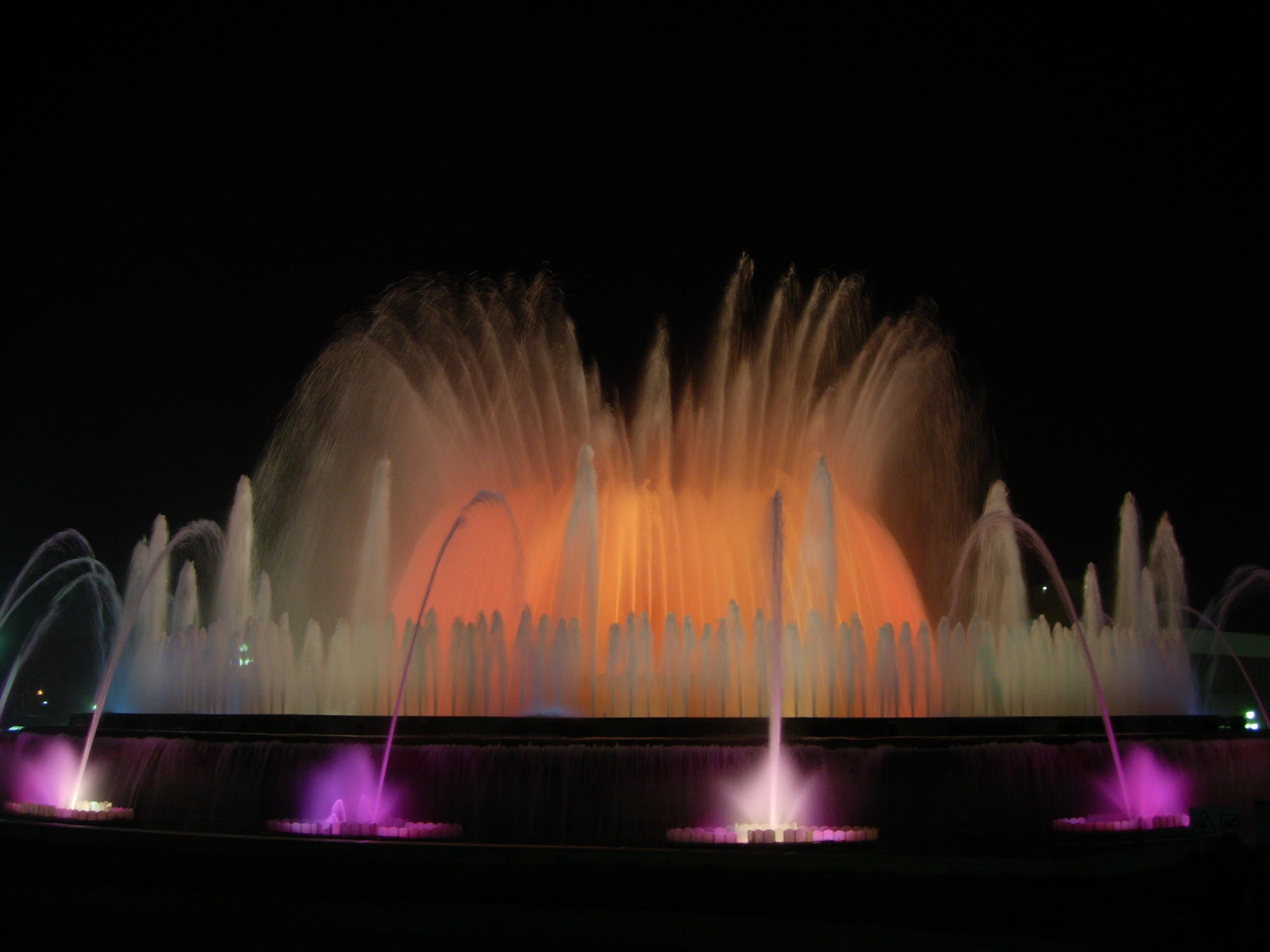
Співаючий фонтан у Барселоні.

Співа́ючий фонта́н, магі́чний фонта́н або магі́чний фонта́н з Монжуї́к (кат. font màgica, font màgica de Montjuïc) — відомий барселонський фонтан, який знаходиться на проспекті Марії-Крістіни (кат. Avinguda Maria Cristina) на пагорбі Монжуїк у Барселоні.

## Історія
Побудовано в рамках підготовки до Всесвітньої виставки 1929 у Барселоні за проєктом каталонського інженера Карласа Буїгаса (кат. Carles Buïgas). Ввечері фонтан підсвічується.
Від часу проведення у Барселоні в 1992 Олімпіади робота фонтану супроводжується класичною та сучасною поп та рок музикою. В кінці вересня біля фонтану влаштовуються шоу з виставами та феєрверками.
До магічного фонтану можна дістатися пішки від площі Іспанії, якщо йти проспектом Марії-Крістіни у напрямку до сходів, що ведуть до Національного палацу (кат. Palau Nacional).
Проєкт фонтану було подано на розгляд виконавчого комітету Всесвітньої виставки 18 червня 1928. Не зважаючи на те, що цей проєкт був неоднозначно сприйнятий виконавчим комітетом (надто «амбіційний, грандіозний та коштовний»), його було затверджено. Розміри центрального басейну фонтану 50×65 м, загальний обсяг води перевищує 3 млн літрів, через 5 встановлених насосів щосекунди проходить 2.600 л води. Довжина трубоводу для подачі води перевищує 1,5 км, для стисненого повітря — 6 км. Унікальну гру фонтану створюють 3620 струменів води, які разом з освітленням можуть утворити понад 7 млрд різних комбінацій та форм. Органічним доповненням цієї вистави є музичний супровід.

## Галерея

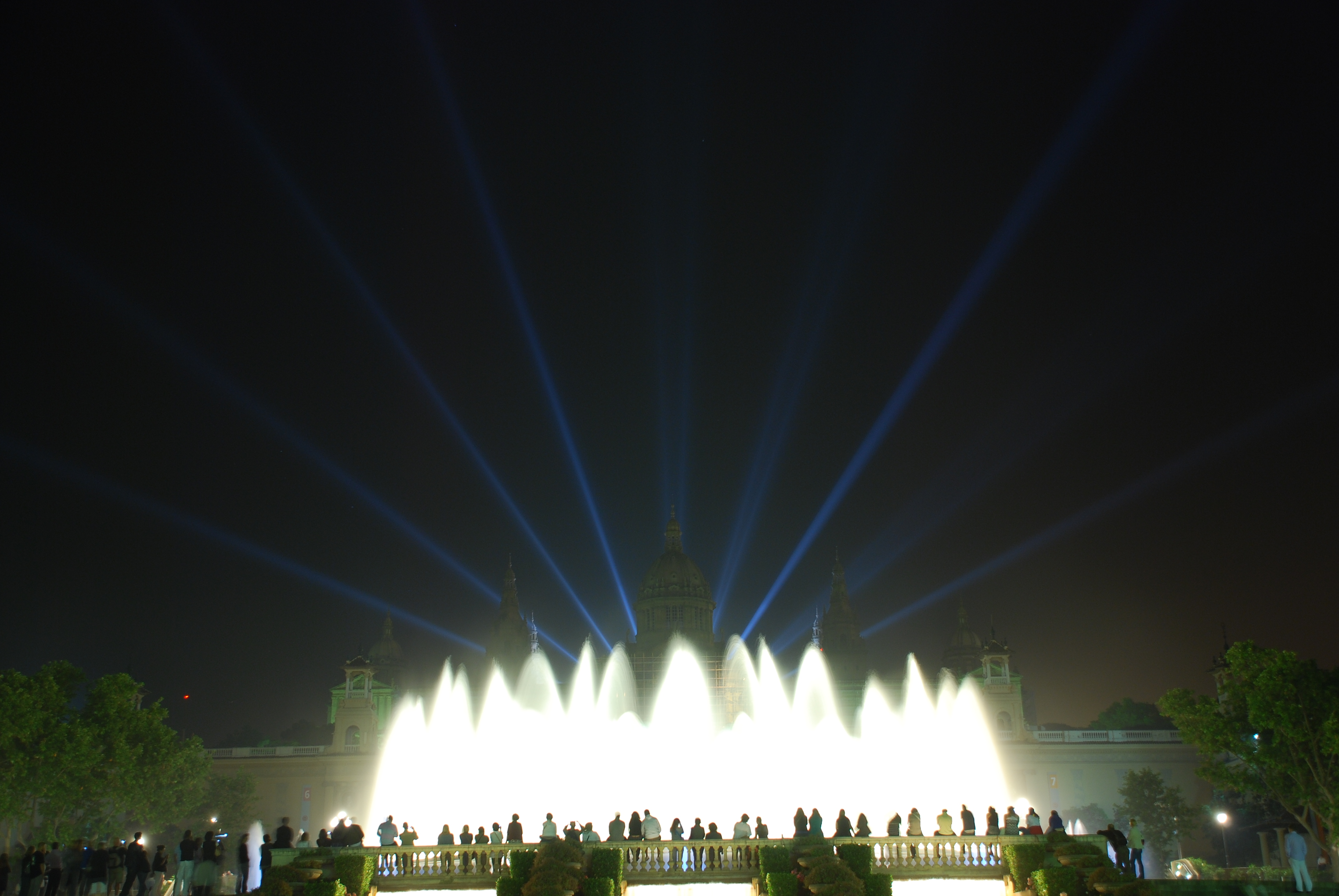
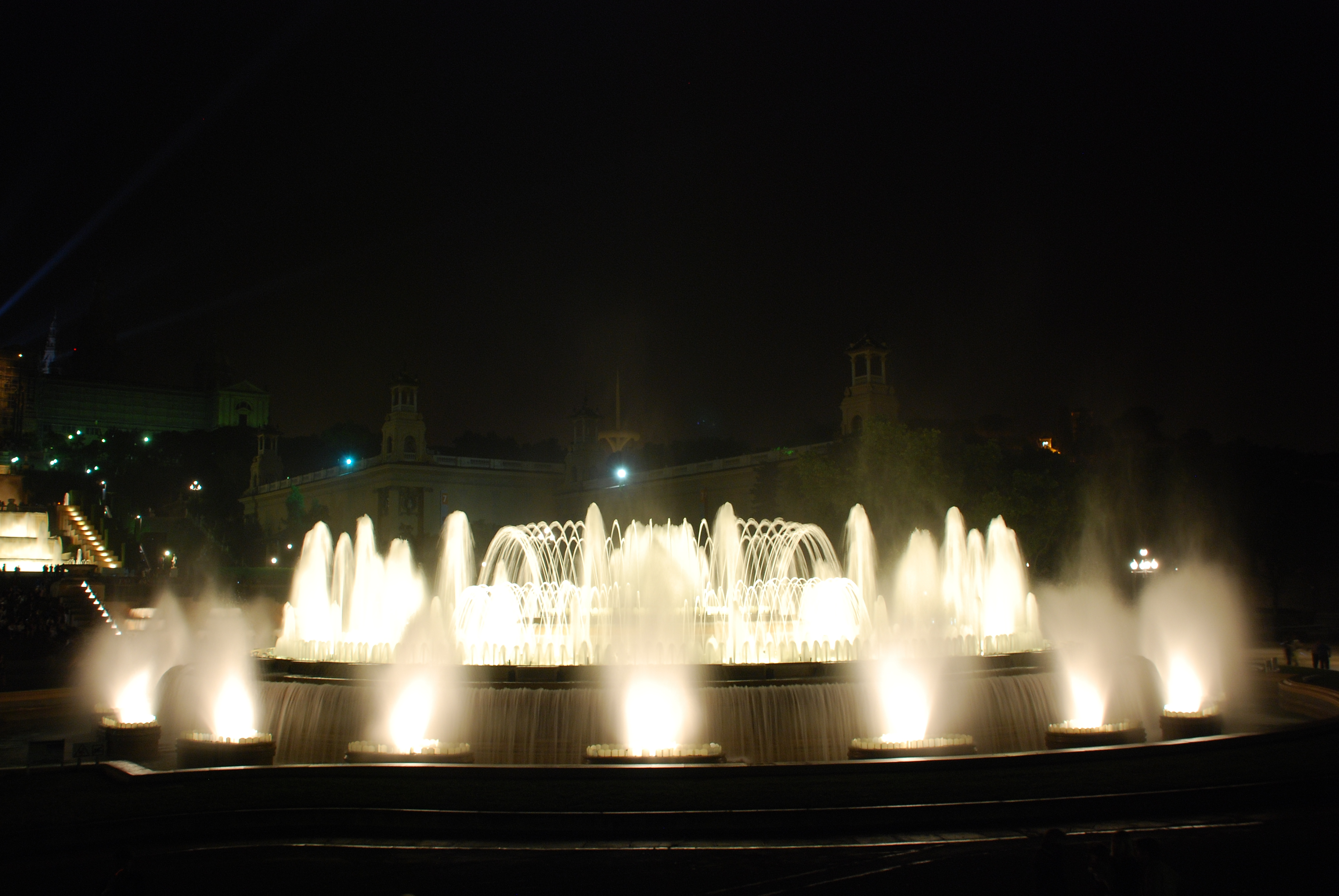
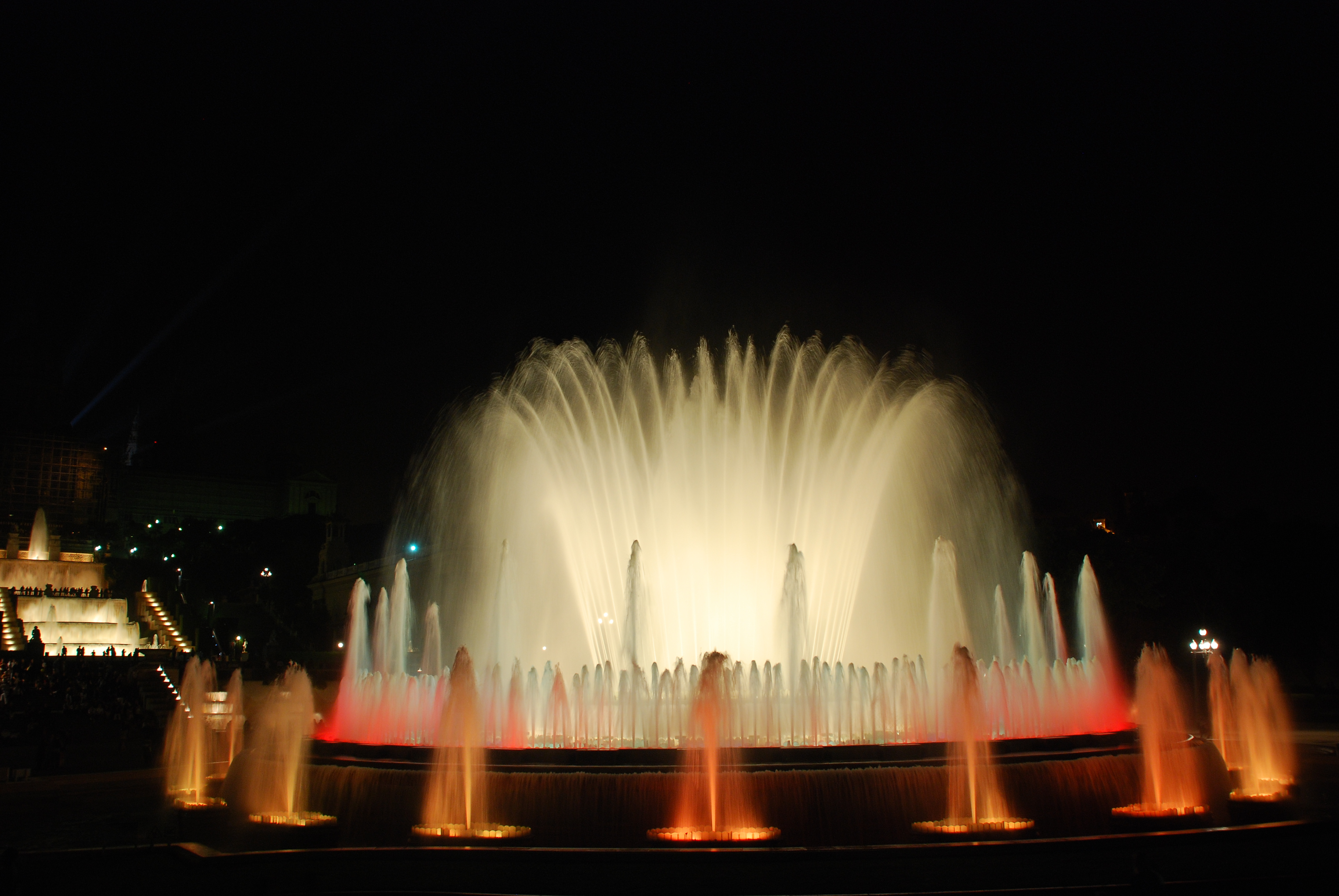
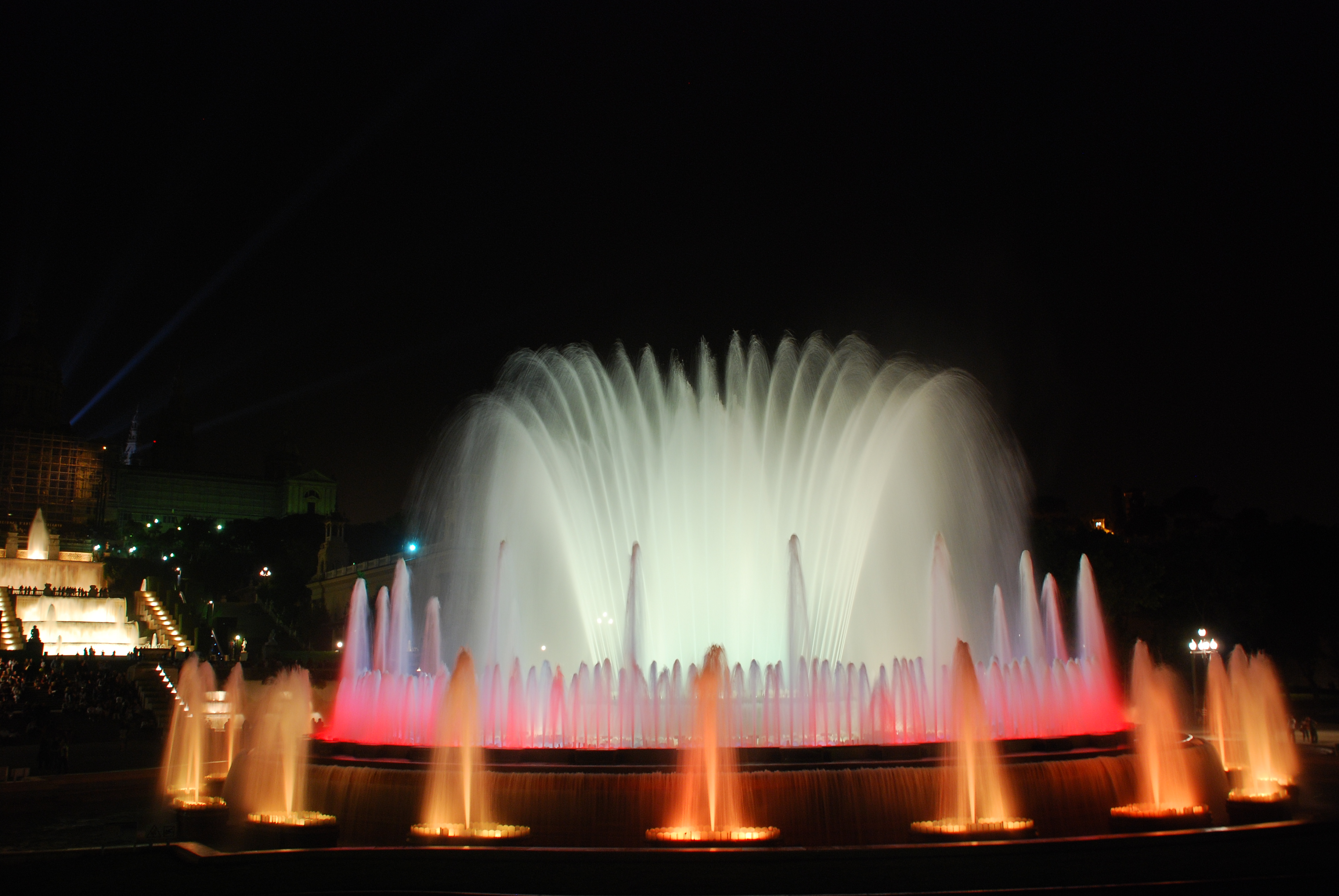
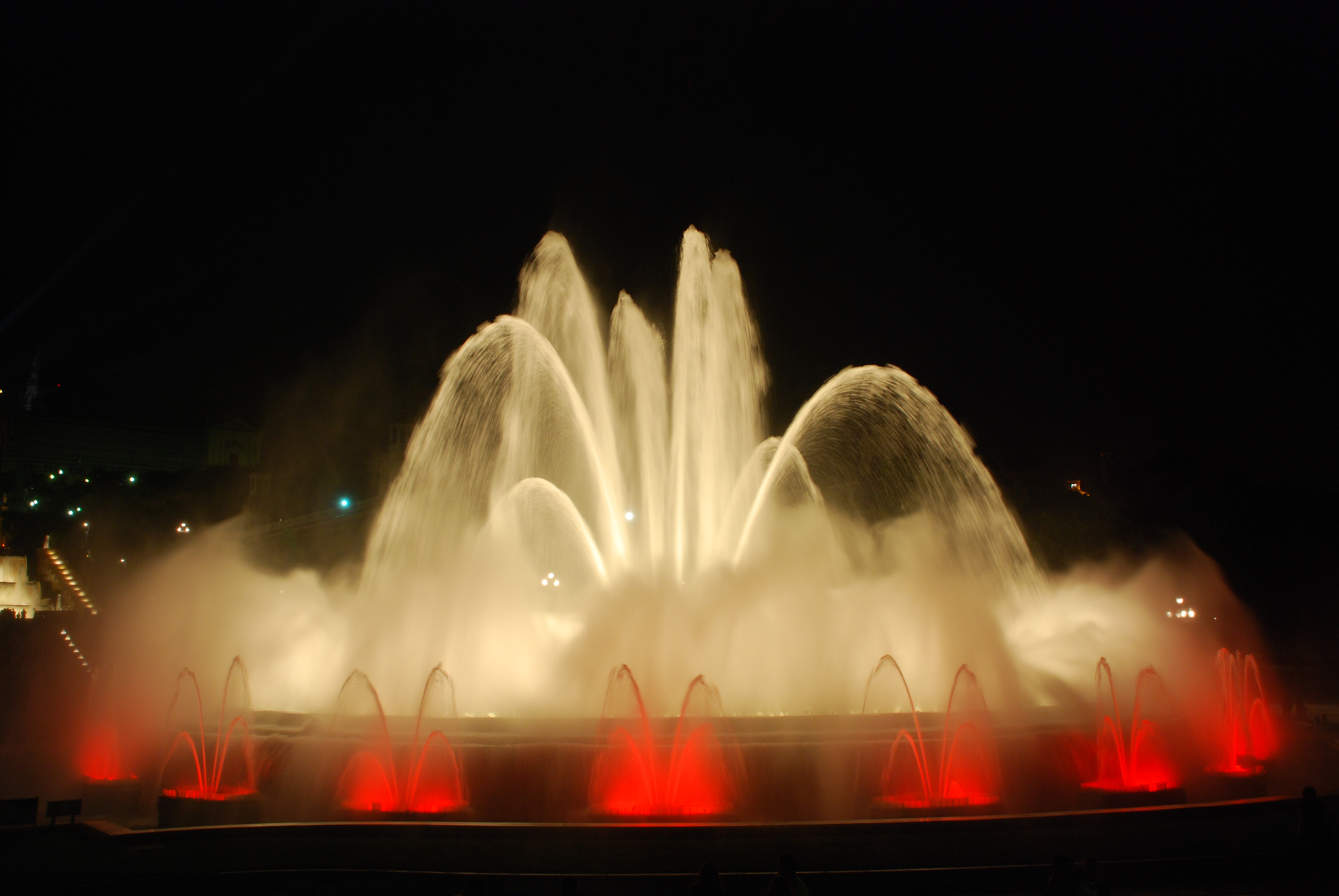
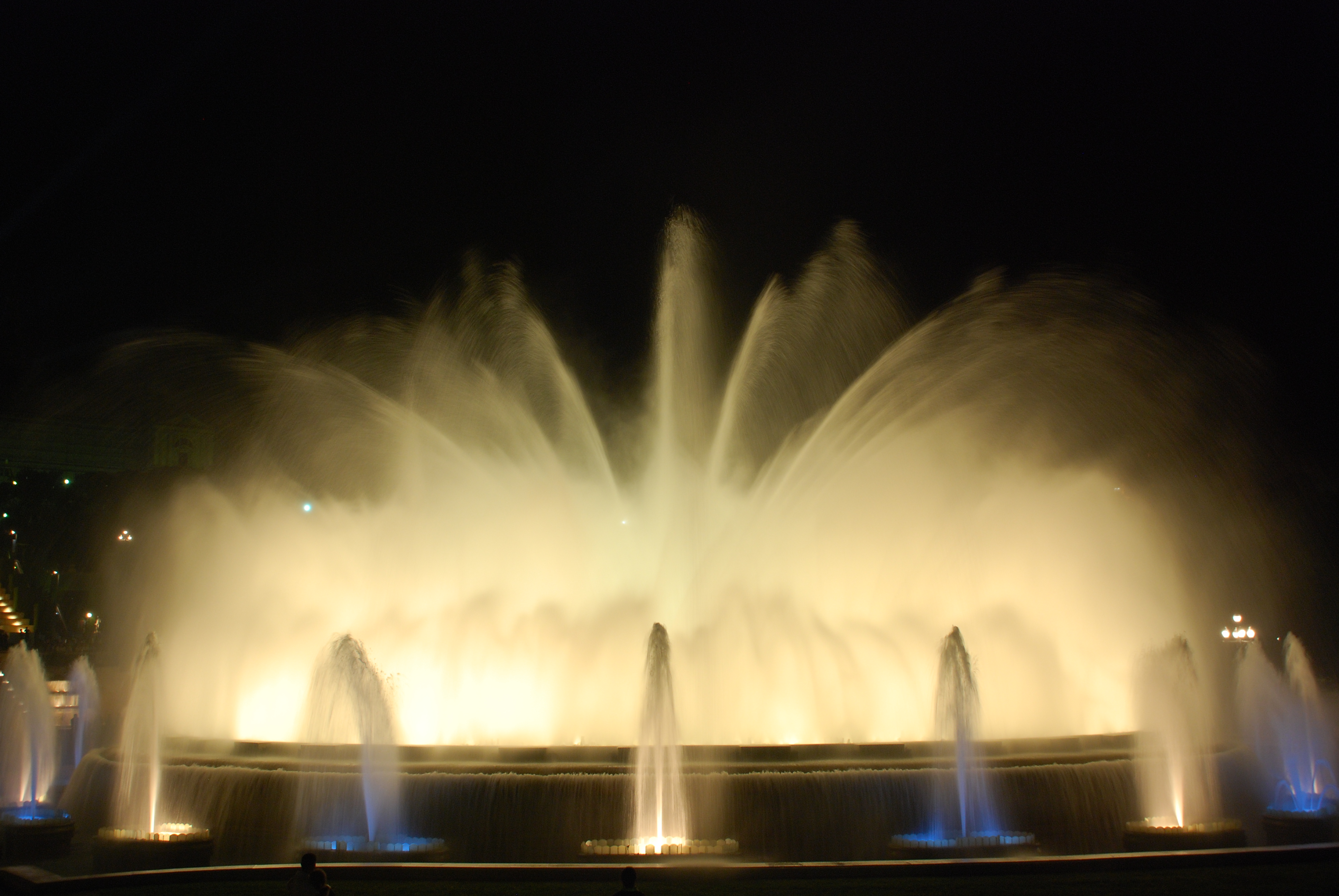
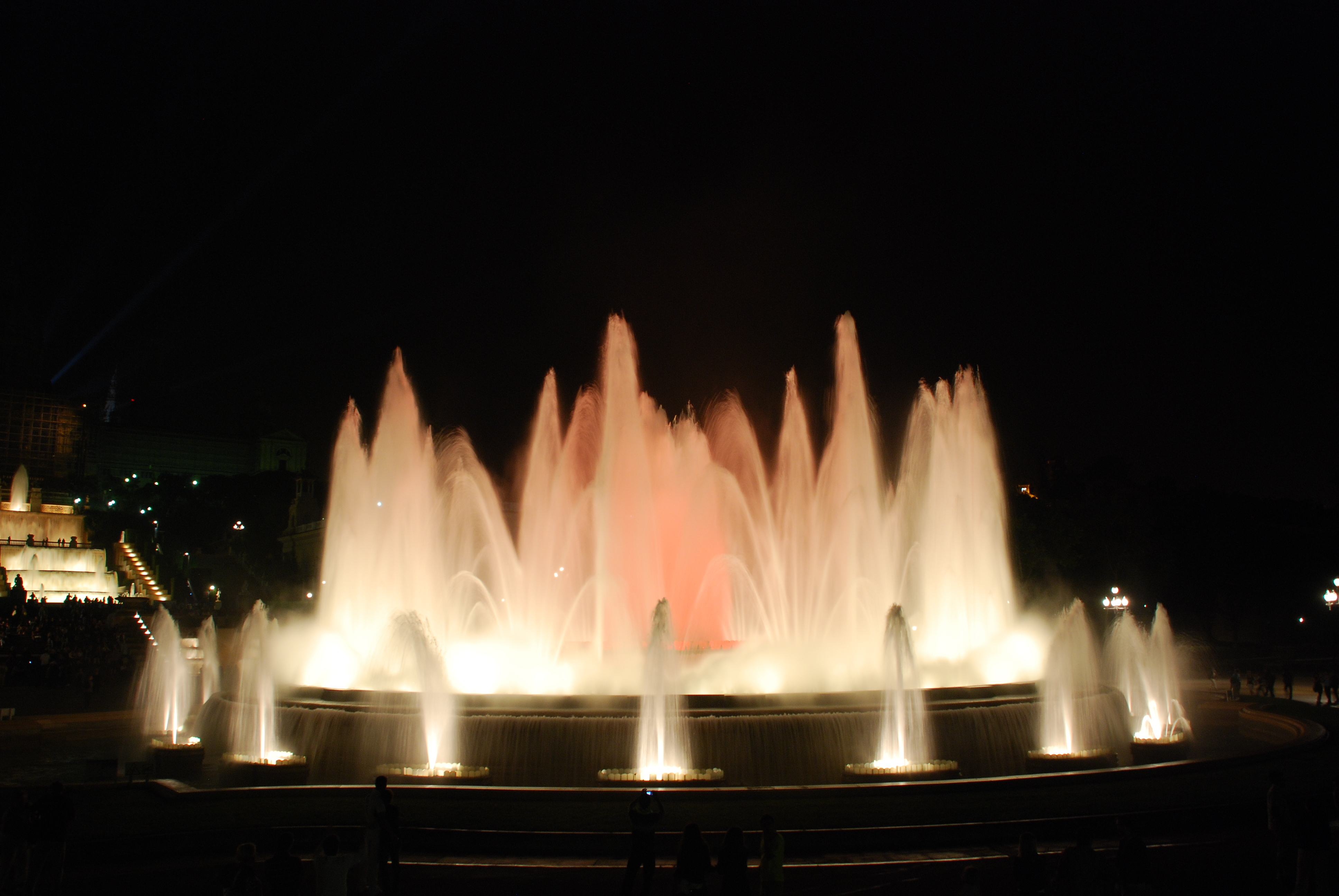
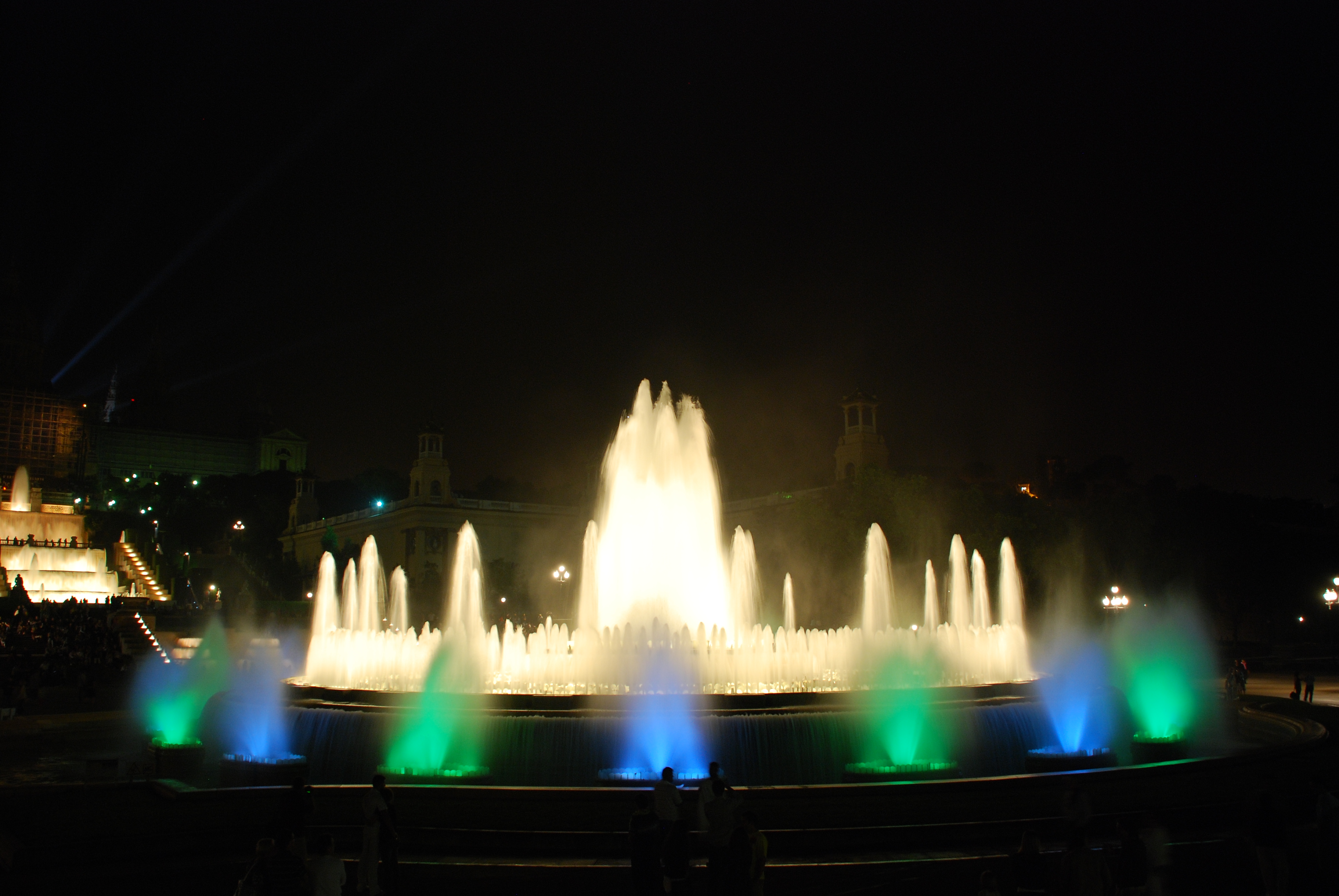
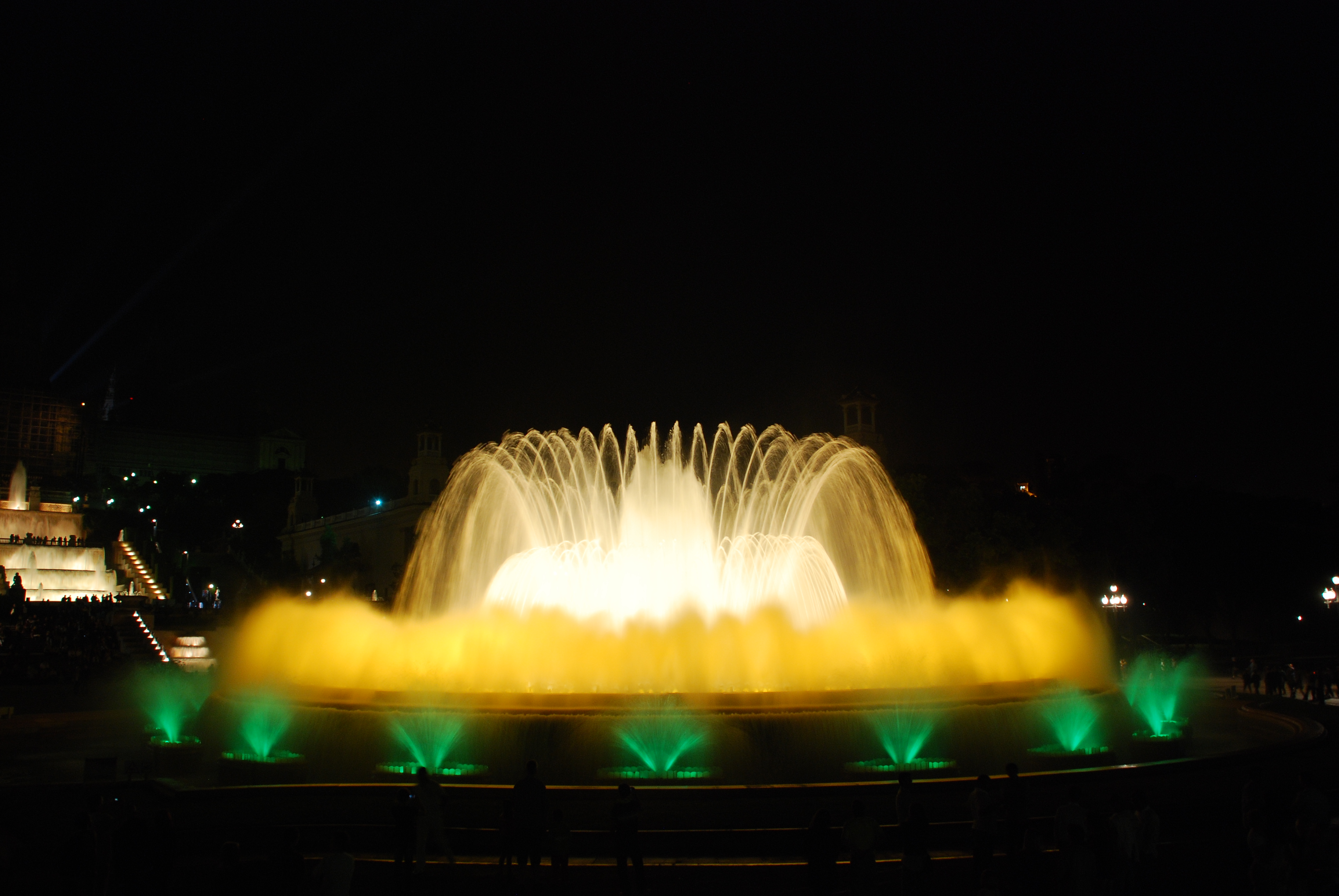
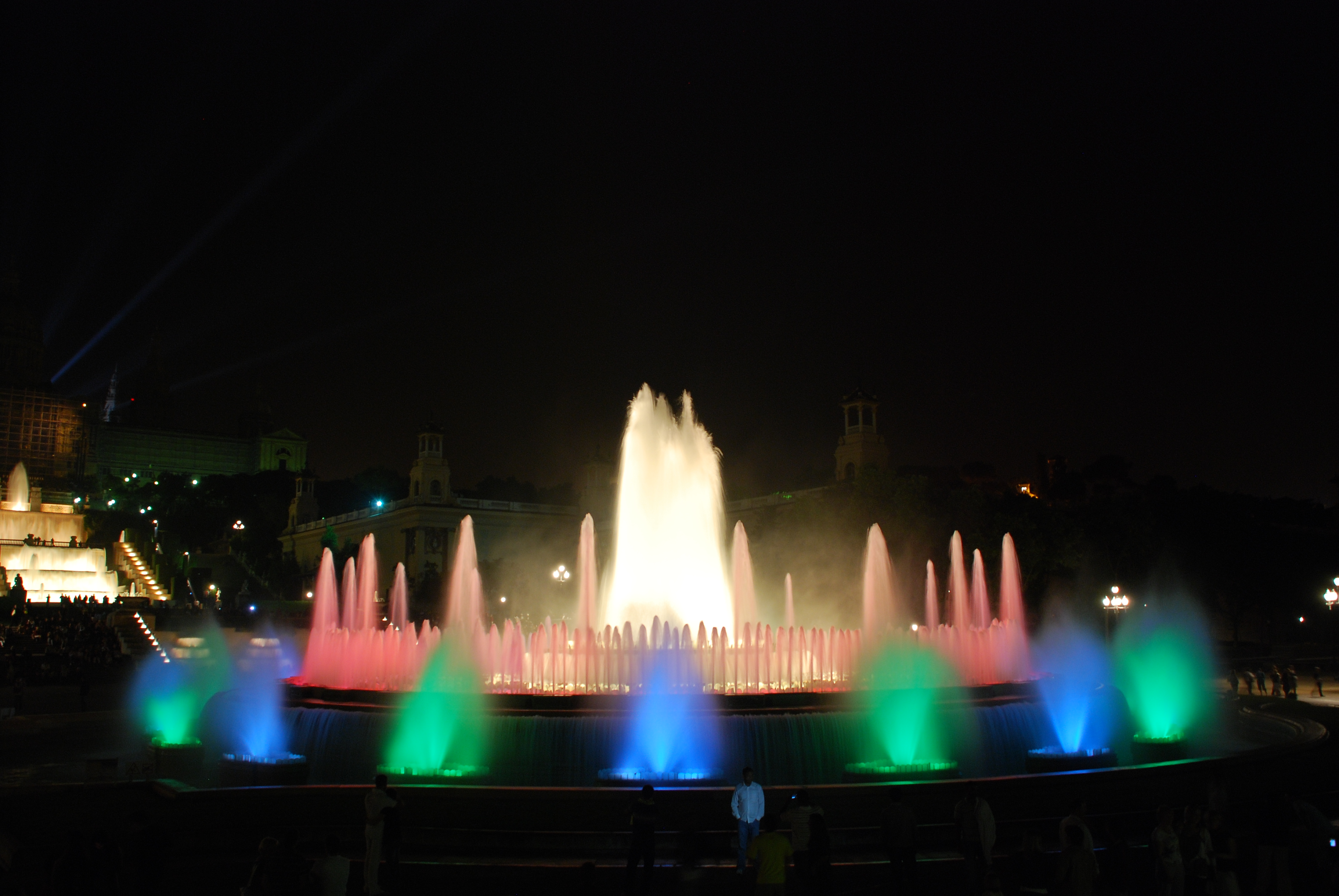
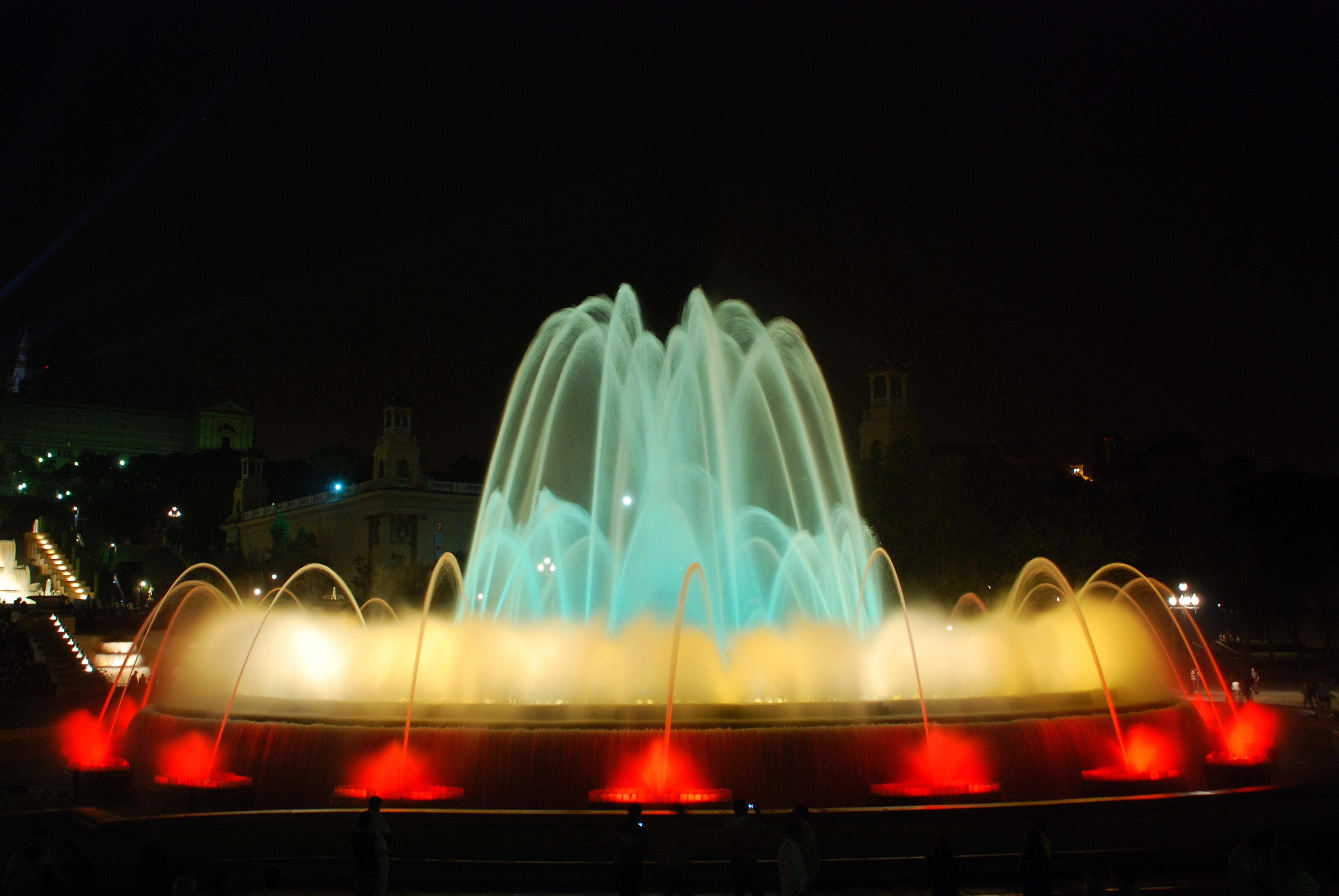
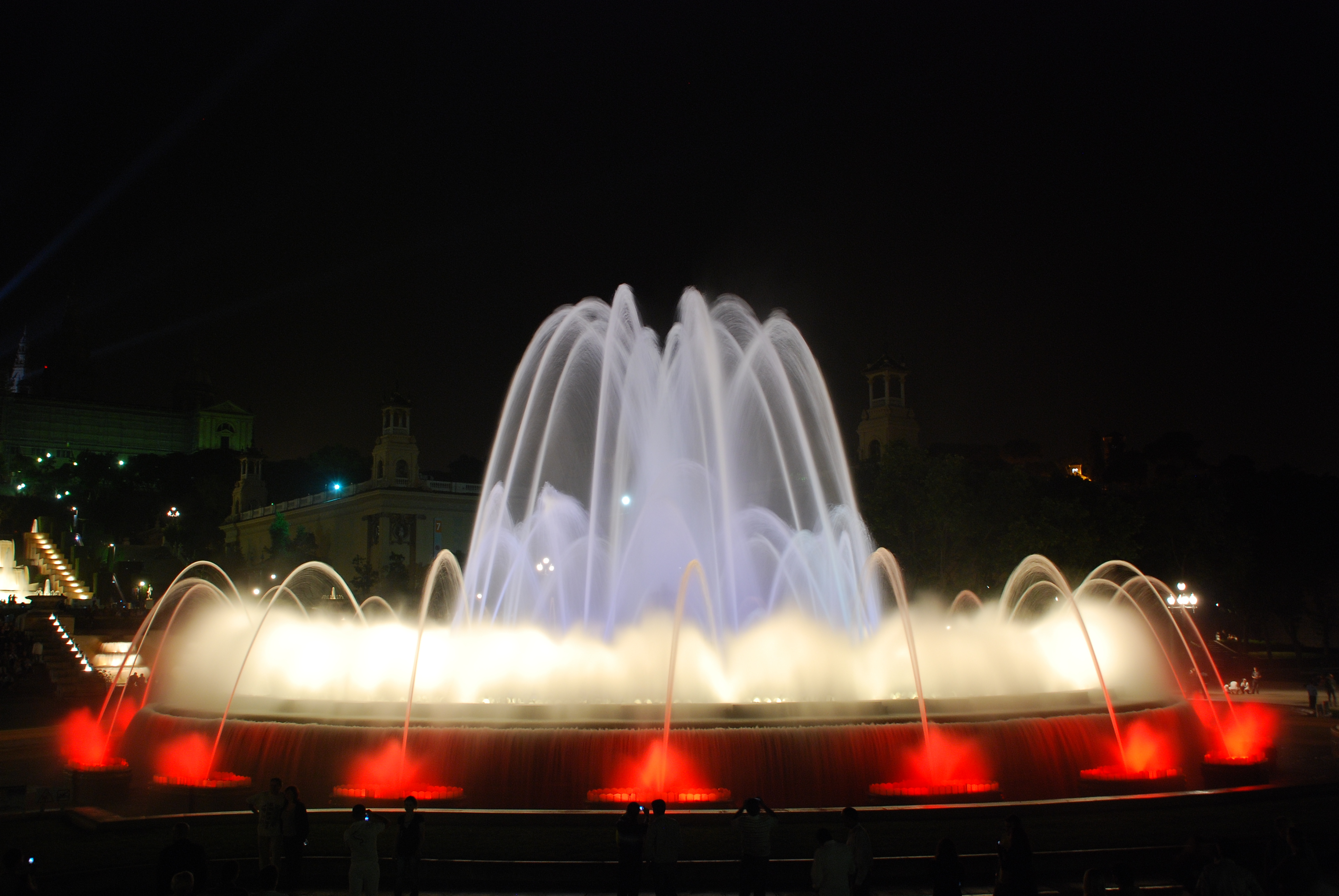
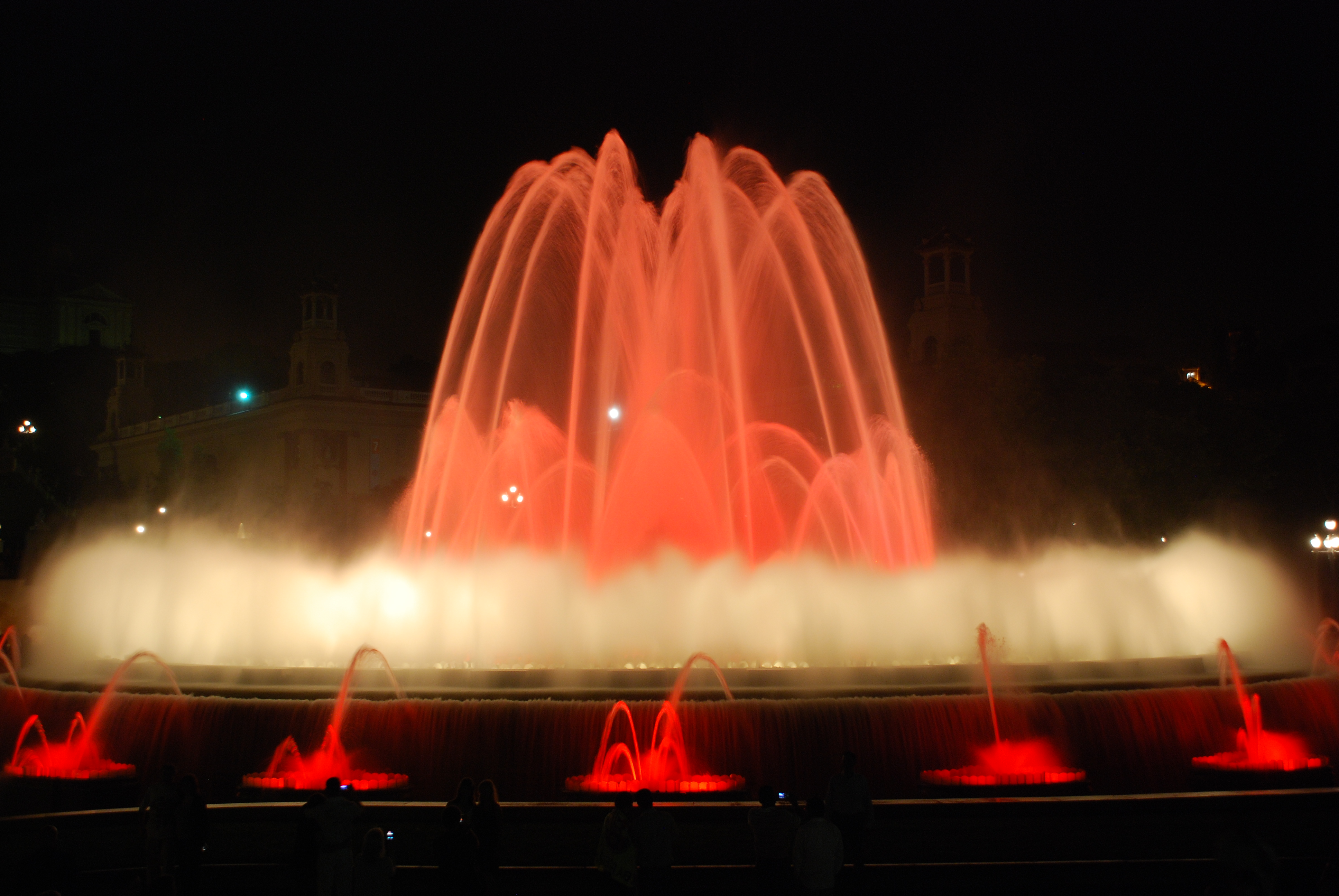
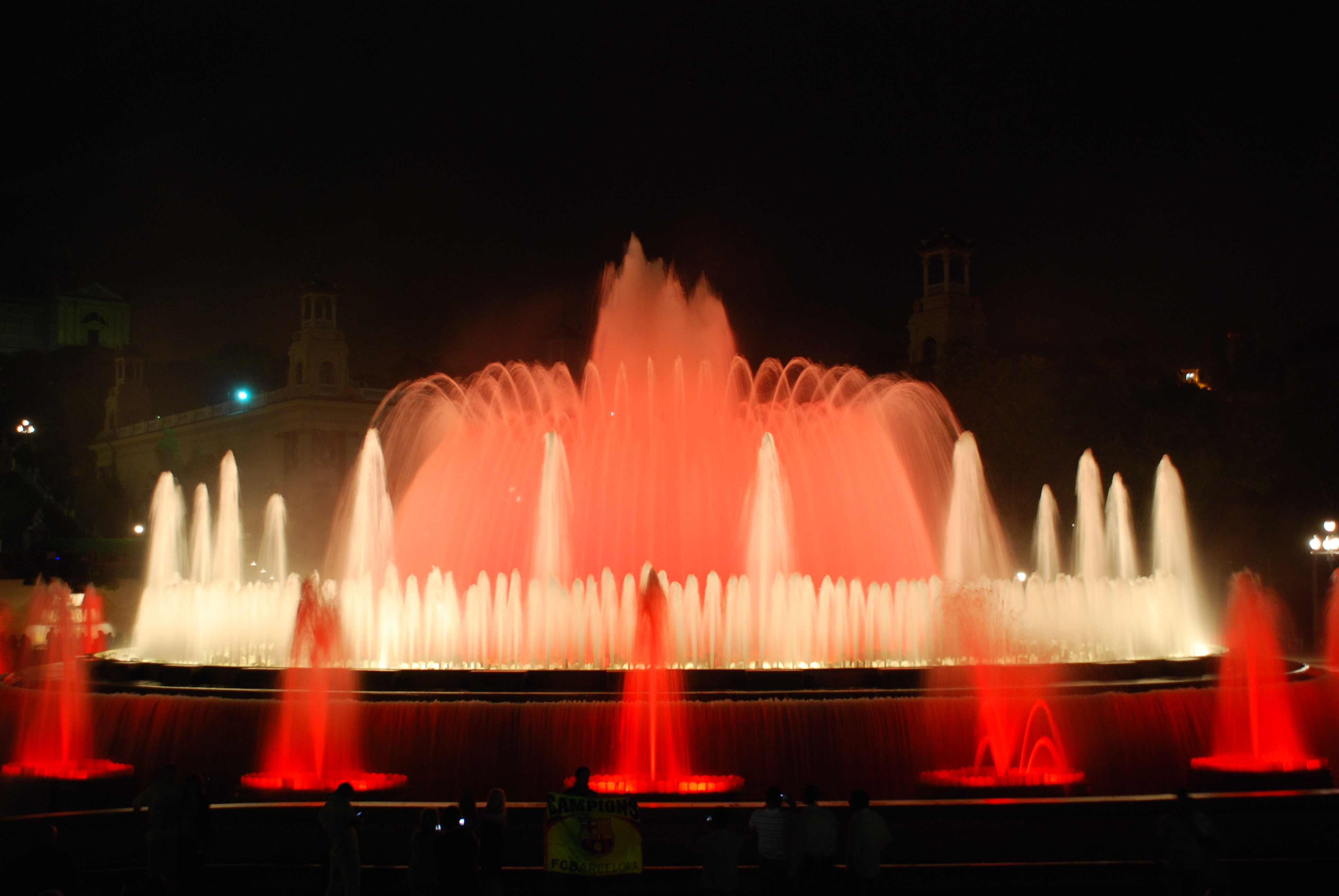
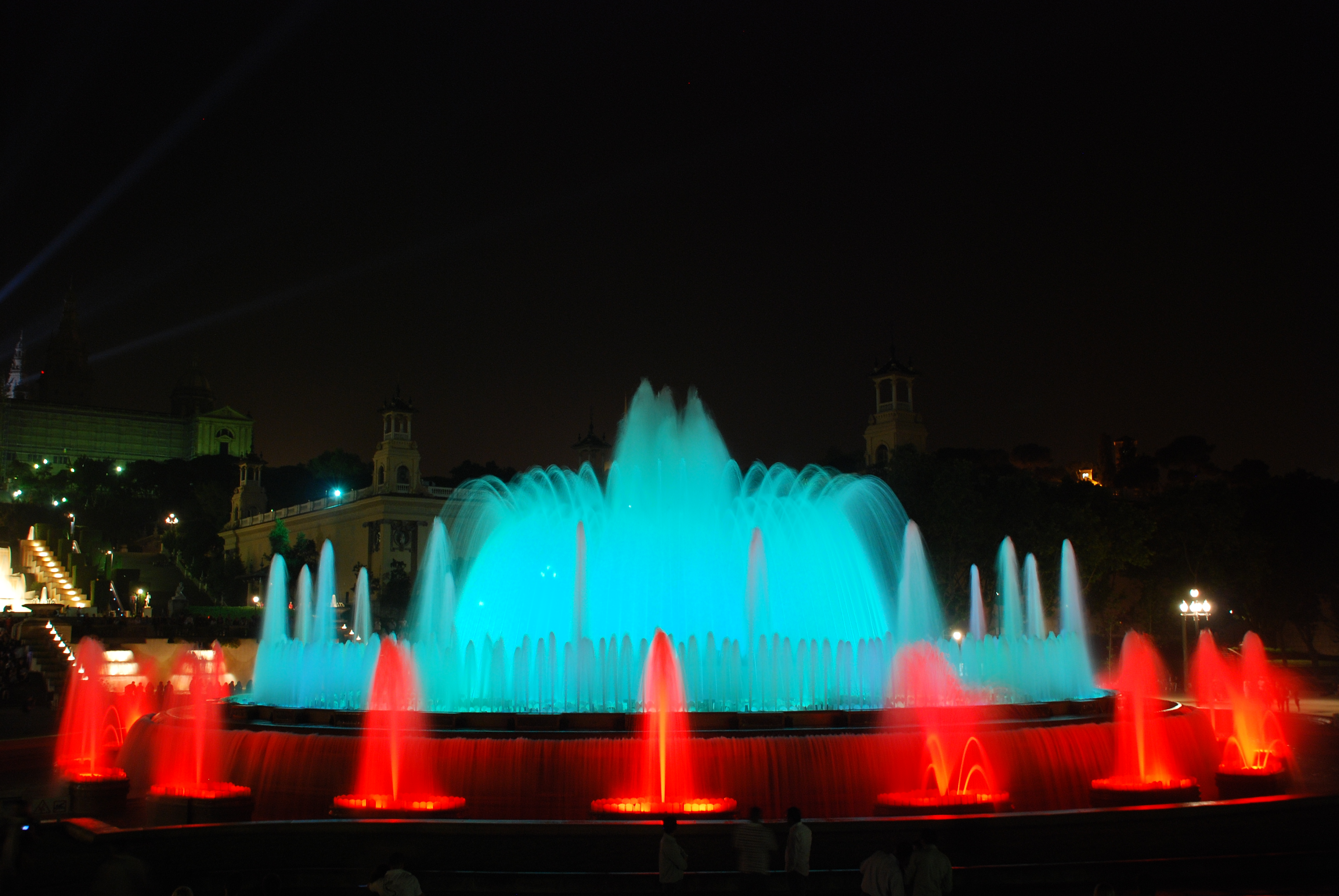
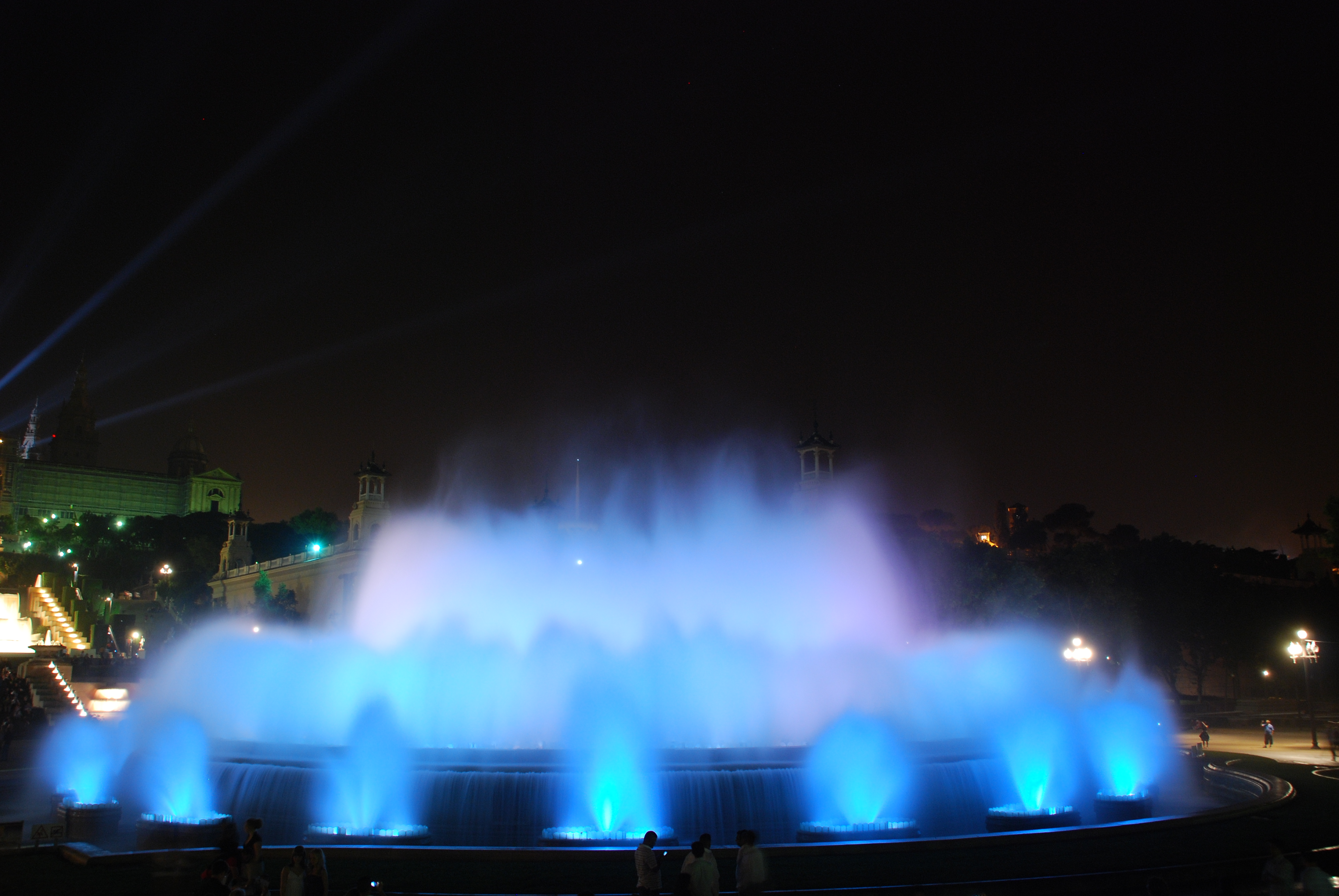
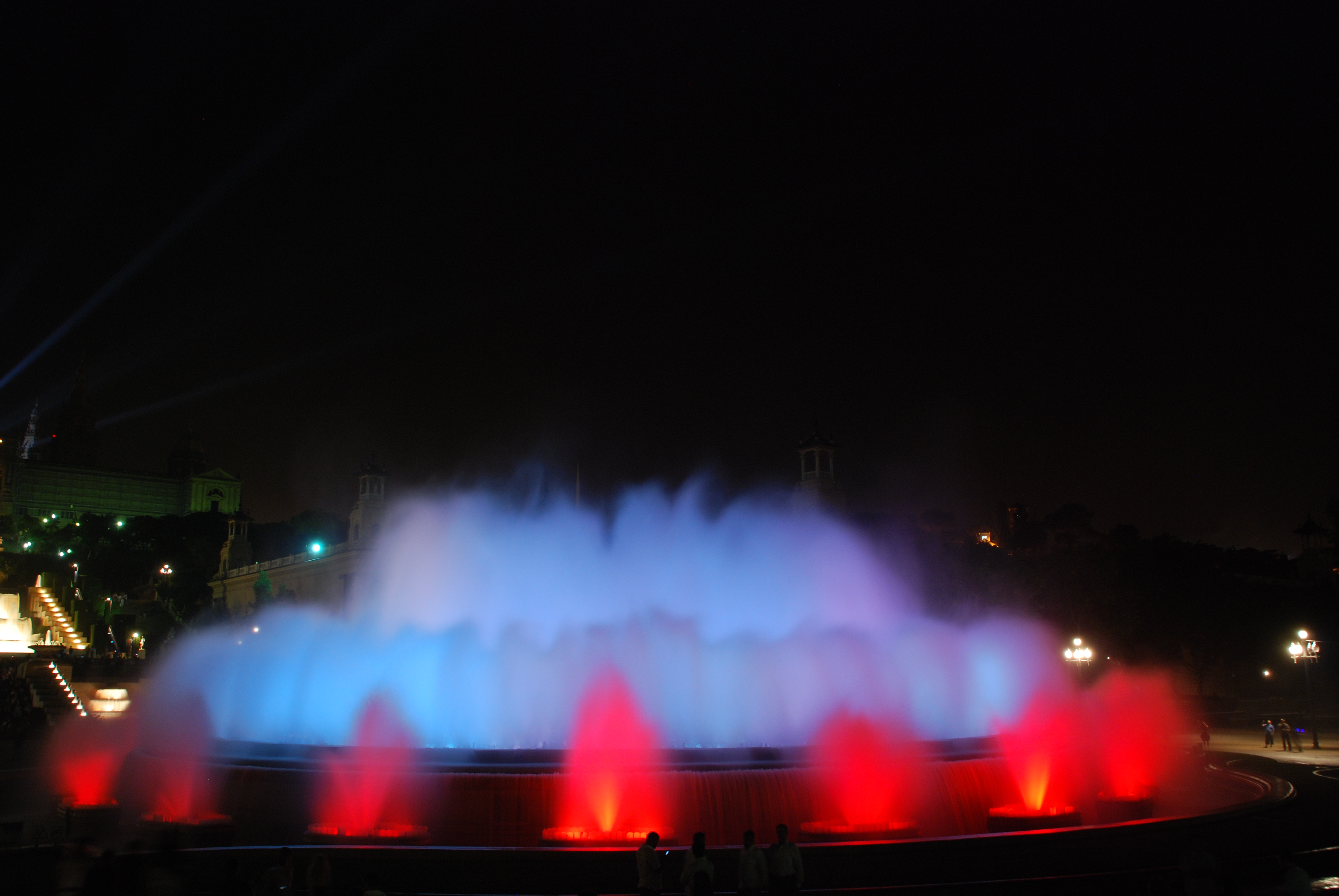
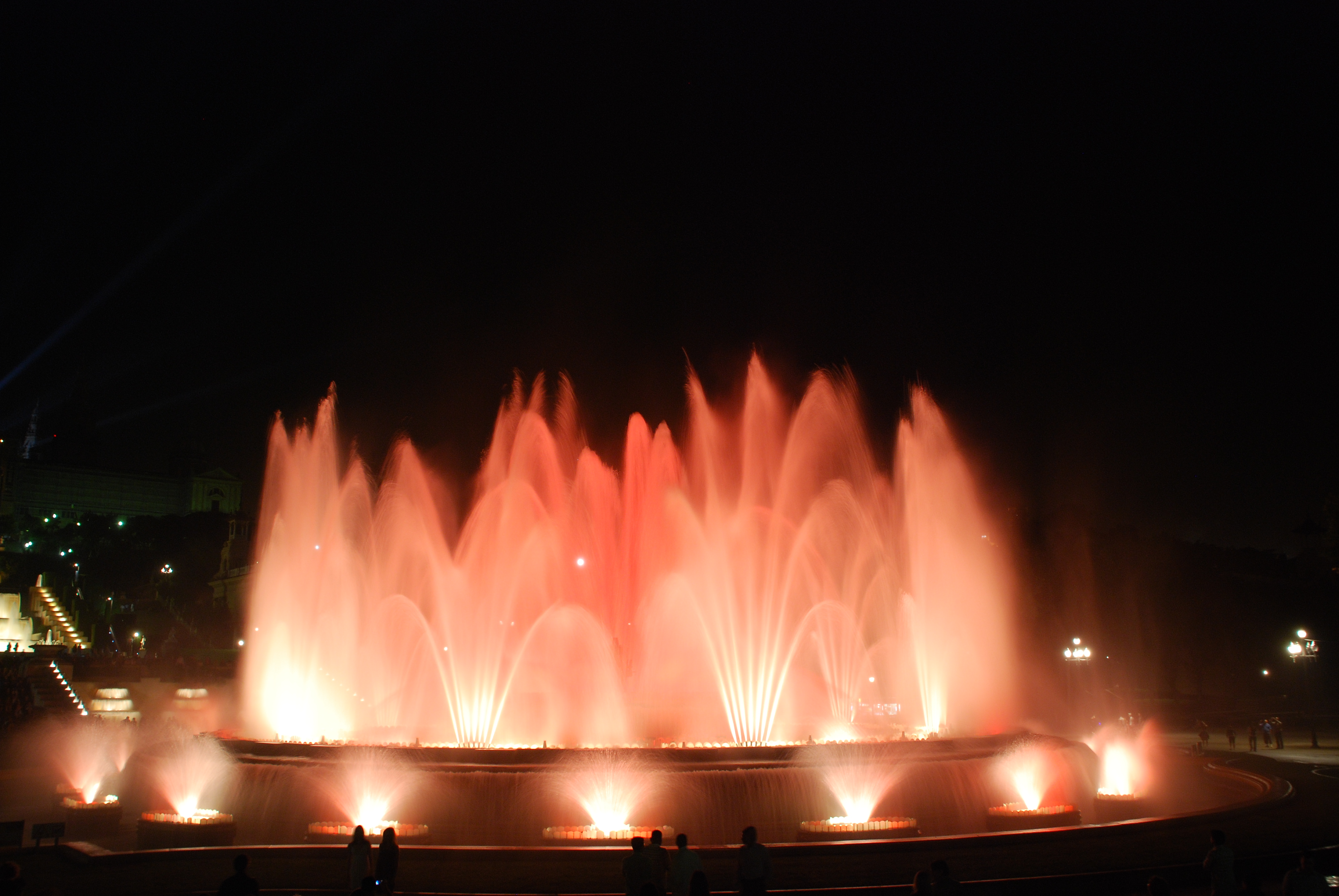
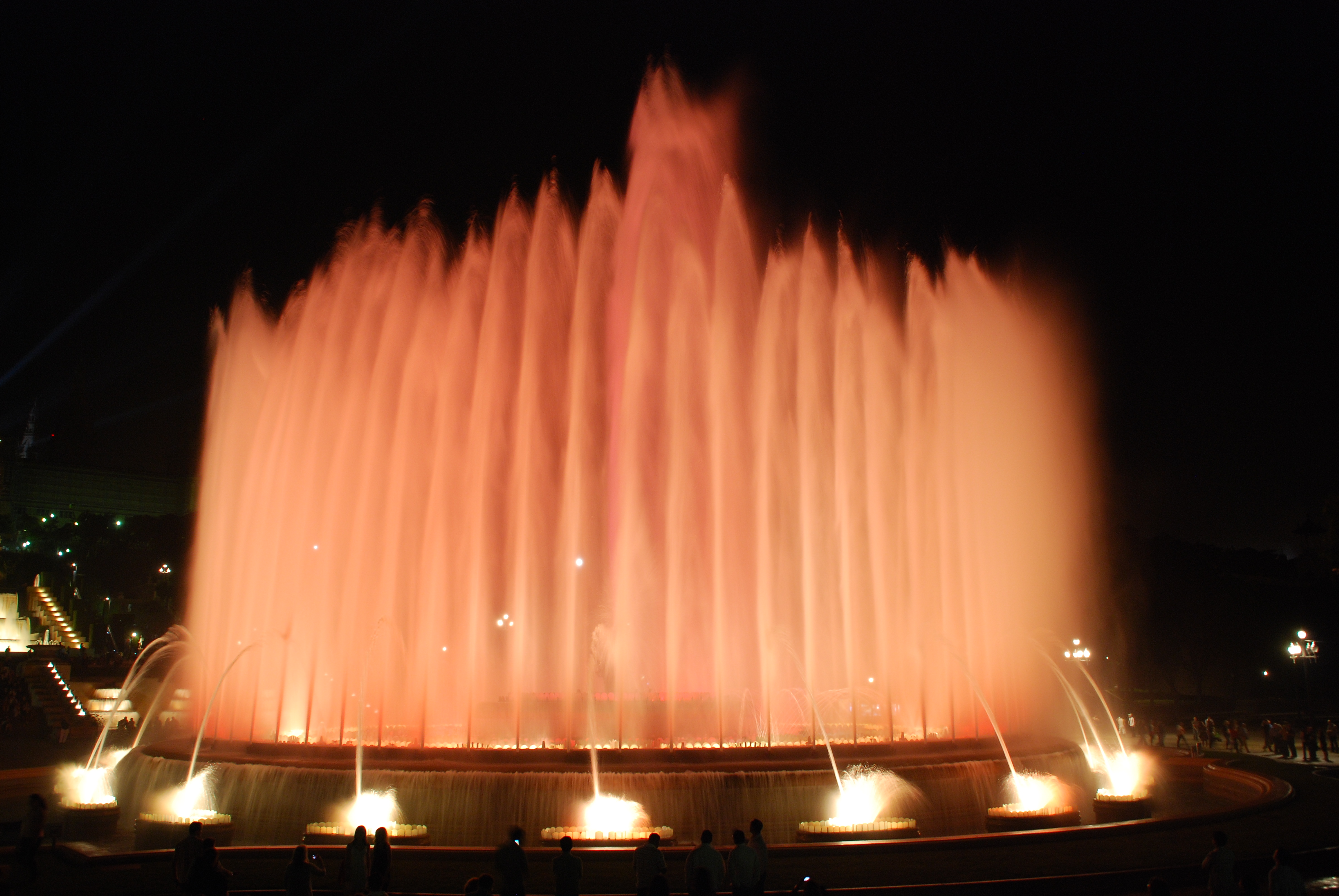
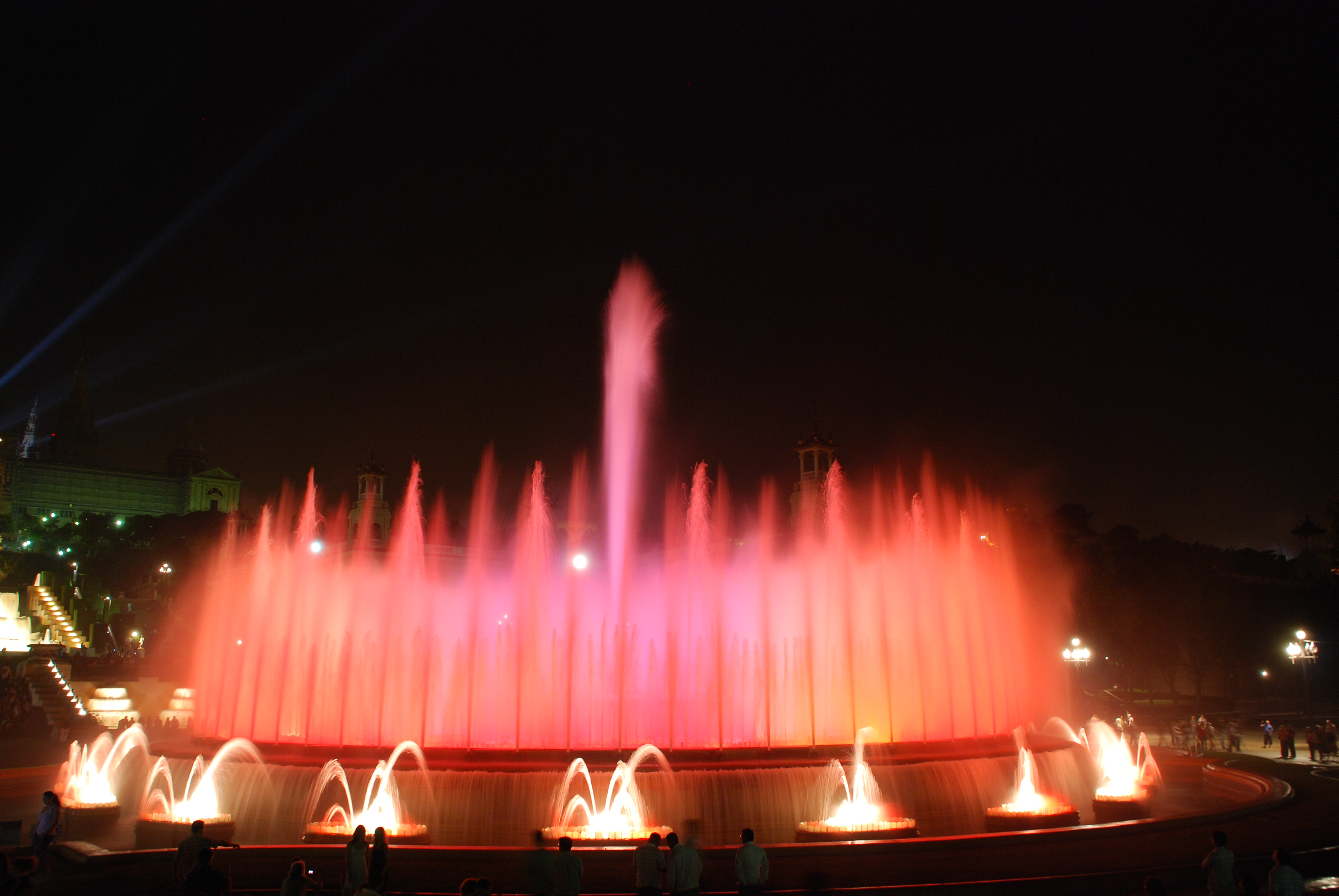